# Rue Clemenceau (Beyrouth)
Pour les articles homonymes, voir Rue Clemenceau.
La rue Clemenceau est une rue commerciale et résidentielle de Beyrouth, la capitale du Liban. 

## Situation et accès
La rue s'étend d'est en ouest, démarrant avenue Fakhreddine, coupant plusieurs rues, dont la rue Georges Cyr, la rue May Ziadeh, la rue du Mexique, la rue Justinien, la rue Nicolas Rebeiz et la rue John Kennedy où elle tourne dans la rue Bliss. La rue Clemenceau est à distance pédestre de la rue Hamra, de l'université Haigazian et de l'université américaine de Beyrouth qui est sise rue Bliss.

## Origine du nom
Elle a reçu son nom en hommage à Georges Clemenceau président du Conseil français en 1917. 

## Historique
Le quartier alentour était auparavant l'un des plus mélangés de la ville.

## Bâtiments remarquables et lieux de mémoire
La rue Clemenceau est connue pour ses établissements médicaux, comme :
- le centre médical de l'université américaine de Beyrouth (American University of Beirut Medical Center AUBMC), ou
- le centre médical Clemenceau, affilié au Johns Hopkins Medicine International.
- L'École supérieure des affaires se trouve rue Clemenceau, ainsi que
- la Section Saint-Élie du Collège de la Sagesse, l'une des meilleures écoles catholiques du Liban.
- Le Centre Gefinor est un complexe d'affaires de 55 000 m2, conçu à la fin des années 1960 par l'architecte Walid Jabri, tandis que
- le centre commercial du rez-de-chaussée et de la mezzanine l'est par l'architecte autrichien Victor Gruen[2].